# صندوق إغاثة وإعادة إعمار العراق
أُنشِئ صندوق الإغاثة وإعادة الإعمار في العراق من قبل الكونجرس الأمريكي في 6 نوفمبر 2003. وقد خصص الصندوق مبلغ 18.4 مليار دولار لإعادة بناء البنية التحتية في العراق، والتي عانت لسنوات من الإهمال والعقوبات والحرب.

## العراق في 2003
أُهدرت إمكانات التنمية في العراق على مدى جيل كامل من الحروب وسوء الحكم.
انخفض دخل الفرد في العراق من 3,836 دولارًا عام 1980 (أعلى من إسبانيا آنذاك) إلى 715 دولارًا عام 2002 (أقل من أنغولا).
أعاق حكم صدام الفردي، المدعوم بأيديولوجية حزب البعث ، تطوير المؤسسات التي كان يمكن أن تعكس طبيعة البلاد المتنوعة. كان العراق مجتمعًا مغلقًا، بلا قضاء مستقل، أو صحافة حرة، أو إمكانية وصول حر إلى مصادر المعلومات الخارجية.
كانت بنية الخدمات العامة في العراق على وشك الانهيار بعد 20 عامًا من الإهمال، مع القليل أو انعدام الاستثمار في العديد من المجالات الأساسية. أما الاستثمارات القليلة التي وُجِهت فكانت مسيَّسة بشدة، ولا سيما الجنوب الذي عانى من نقص التمويل، مما أثّر في الصحة والتعليم ومستوى المعيشة.
لقّن النظام التعليمي العراقي جيلًا كاملًا من الأطفال ولم يزوِّدهم بالمهارات اللازمة لإدارة وتنمية الاقتصاد.

## مخصصات صندوق الإغاثة
حتى 29 مارس/آذار 2006، خُصِّص ما يقارب 16.3 مليار دولار، أي ما يعادل 89%، وأُنفق 11.4 مليار دولار. وتعرض الصندوق لبعض الانتقادات بسبب بطء صرف الأموال المخصصة، ويعود ذلك أساسًا إلى طول عملية الشراء الأمريكية.
حصلت شركة بيكتل، الرائدة في مجال الإنشاءات، على ما يقارب ثلاثة مليارات دولار أمريكي من خلال هذا الصندوق، وذلك عبر عقدين مع الوكالة الأمريكية للتنمية الدولية. كان العقد الأول ساريًا بين عامي 2003 و2006، والثاني بين عامي 2004 و2007. ووفقًا لتقرير صادر في يوليو/تموز 2007 عن المفتش العام الخاص لإعادة إعمار العراق، ستيوارت بوين، تألف العقد الثاني من 24 طلبية عمل، معظمها في قطاعات المياه والصرف الصحي، بالإضافة إلى قطاعات أخرى مثل الطاقة والاتصالات والمباني.
ويمكن الاطلاع على الميزانية المخصصة لمبلغ 18.4 مليار دولار هنا.
تتوفر تحديثات أسبوعية حول الإنفاق على إعادة الإعمار من موقع www.defendamerica.mil، ومن موقع www.usaid.gov.
وتشمل واجبات المفتش العام الخاص لإعادة إعمار العراق الإشراف على النفقات من صندوق الإغاثة وإعادة الإعمار في العراق.